# The Baxter
The Baxter es una película de 2005 escrita, dirigida y protagonizada por el comediante estadounidense Michael Showalter. Un "Baxter", tal como se define en la película, es un buen tipo en una comedia romántica quien es dejado al final de la historia por el protagonista.
IFC Films financió la película y fue producida con Plum Pictures. Dieron un lanzamiento muy limitado; tuvo una recaudación en la taquilla de los Estados Unidos de $181,872.

## Trama
La trama gira en torno de la vida de Elliot Sherman durante las dos semanas antes de su boda, mientras pelea de la maldición de su antiguo papel de Baxter en las relaciones.

## Elenco
- Michael Showalter - Elliot Sherman
- Elizabeth Banks - Caroline Swann
- Michelle Williams - Cecil Mills
- Justin Theroux - Bradley Lake
- Peter Dinklage - Benson Hedges
- Michael Ian Black - Ed
- David Wain - Louis Lewis
- Paul Rudd - Dan Abbott
- Joe Lo Truglio - Amigo de Baxter
- Jack McBrayer - Amigo de Elliot (no acreditado)